# Рейес, Дайрон
Дайрон Рейес Руэдас (исп. Dairon Reyes Ruedas; 18 сентября 2003, Гавана) — кубинский футболист, полузащитник американского клуба «Интер Майами II» и сборной Кубы.

## Биография

### Клубная карьера
Воспитанник академии «Интер Майами». Профессиональную карьеру начал в 2020 году в фарм-клубе «Интера Майами» в Лиге один ЮСЛ — «Форт-Лодердейл». Дебютировал за «Форт-Лодердейл» 18 июля 2020 года в матче стартового тура сезона 2020 против «Гринвилл Трайамф», выйдя на замену во втором тайме. 14 октября 2020 года в матче против «Форвард Мэдисон» забил свой первый гол за «Форт-Лодердейл».

### Карьера в сборной
В мае 2021 года вместе с одноклубником Модесто Мендесом был вызван в сборную Кубы на матчи первого отборочного раунда чемпионата мира 2022. Дебютировал 2 июня в игре против сборной Британских Виргинских Островов (5:0), отметившись в дебютной встрече голом и голевой передачей.